# Міхалін (Вишковський повіт)
Міхалін (пол. Michalin) — село в Польщі, у гміні Сомянка Вишковського повіту Мазовецького воєводства.
Населення — 115 осіб (2011).
У 1975-1998 роках село належало до Остроленцького воєводства.

## Демографія
Демографічна структура станом на 31 березня 2011 року:
|          | Загалом | Допрацездатний вік | Працездатний вік | Постпрацездатний вік |
| -------- | ------- | ------------------ | ---------------- | -------------------- |
| Чоловіки | 53      | 11                 | 31               | 11                   |
| Жінки    | 62      | 19                 | 28               | 15                   |
| Разом    | 115     | 30                 | 59               | 26                   |